# Mannenmarathon van Tokio 2001
De Mannenmarathon van Tokio 2001 werd gelopen op zondag 18 februari 2001. Het was de 22e editie van de Tokyo International Marathon. Aan deze wedstrijd mochten alleen mannelijke elitelopers deelnemen. De Japanner Kenichi Takahashi kwam als eerste over de streep in 2:10.51.

## Uitslagen
| rang   | naam                | land | tijd    |
| ------ | ------------------- | ---- | ------- |
| Goud   | Kenichi Takahashi   | JPN  | 2:10.51 |
| Zilver | Tesfaye Jifar       | ETH  | 2:11.07 |
| Brons  | Dmitriy Kapitonov   | RUS  | 2:11.09 |
| 4      | Zebedayo Bayo       | TAN  | 2:11.12 |
| 5      | Tesfaye Tola        | ETH  | 2:12.05 |
| 6      | Kazuo Ietani        | JPN  | 2:12.37 |
| 7      | Artur Osman         | POL  | 2:13.22 |
| 8      | Shinobu Minami      | JPN  | 2:13.23 |
| 9      | Michael Buchleitner | AUT  | 2:13.28 |
| 10     | Erick Wainaina      | KEN  | 2:13.38 |
| 11     | Andrey Gordayev     | BLR  | 2:13.40 |
| 12     | Michal Bartoszak    | POL  | 2:14.40 |
| 13     | Toshio Mano         | JPN  | 2:16.26 |
| 14     | Masayuki Kobayashi  | JPN  | 2:17.04 |
| 15     | Masahiro Matsumoto  | JPN  | 2:19.00 |
| 16     | Shin Nozaki         | JPN  | 2:19.52 |

Tokyo International Marathon (alleen mannen)

1981 · 1982 · 1983 · 1984 · 1985 · 1986 · 1987 · 1988 · 1989 · 1990 · 1991 · 1992 · 1993 · 1994 · 1995 · 1996 · 1997 · 1998 · 1999 · 2000 · 2001 · 2002 · 2003 · 2004 · 2005 · 2006

Tokyo International Women's Marathon (alleen vrouwen)

1979 · 1980 · 1981 · 1982 · 1983 · 1984 · 1985 · 1986 · 1987 · 1988 · 1989 · 1990 · 1991 · 1992 · 1993 · 1994 · 1995 · 1996 · 1997 · 1998 · 1999 · 2000 · 2001 · 2002 · 2003 · 2004 · 2005 · 2006 · 2007 · 2008

Tokyo Marathon (beide)

2007 · 2008 · 2009 · 2010 · 2011 · 2012 · 2013 · 2014 · 2015 · 2016 · 2017 · 2018 · 2019 · 2020 · 2021 · 2022 · 2023 · 2024